# The Black Angel's Death Song
The Black Angel's Death Song è un brano musicale dei Velvet Underground, contenuto nel loro album di debutto The Velvet Underground & Nico del 1967. La canzone è stata composta da Lou Reed e John Cale. Il testo sembra essere scritto dal punto di vista di un uomo o di un imprecisato "angelo nero" (The Black Angel), personificazione della morte stessa, che filosofeggia circa la vita e la morte in un fluire di immagini onomatopeiche, nonsensi e associazioni verbali senza un particolare significato.

## Il brano

### Registrazione
Il brano venne registrato nell'aprile 1966 presso gli Scepter Studios di New York City, la musica è dominata dallo stridente suono della viola elettrica di John Cale, che crea forti dissonanze lungo tutta la composizione. Presenti anche forti feedback audio, dovuti principalmente ai sibili di Cale nel microfono.

## Curiosità
- Sulla canzone circola una celebre leggenda metropolitana confermata anche da Sterling Morrison[1], si dice infatti, che la sera stessa che i Velvet Underground suonarono il brano per la prima volta in pubblico, furono licenziati in tronco dal proprietario del locale in cui si esibivano.[2]
- Beck ha reinterpretato il brano per la serie "Record Club" sul suo sito web.[3]
- Il nome della band texana dei The Black Angels deriva dal titolo di questa canzone, e la cosa è insistita a tal punto che nel 2017 hanno pubblicato un album dal titolo Death Song.[4]